# Copa do Mundo de Xadrez de 2013
A Copa do Mundo de xadrez de 2013 foi um torneio de xadrez no sistema eliminatório com 128 jogadores, disputado entre 11 de agosto e 2 de setembro de 2013, em Tromsø, Noruega. O vencedor foi Vladimir Kramnik, que derrotou Dmitry Andreikin por 2½–1½ na final. Os finalistas se qualificaram para o Torneio de Candidatos de 2014 para o Campeonato Mundial de Xadrez de 2014.